# Lindelbach (Brettach)
Der Lindelbach ist ein drei Kilometer langer Bach im Hohenlohekreis im nordöstlichen Baden-Württemberg, der nach insgesamt etwa nordwestlichem Lauf in Bretzfeld von rechts in die mittlere Brettach mündet.

## Geographie

### Verlauf
Der Lindelbach entsteht auf etwa 290 m ü. NHN im Wald Eichhalde unter einer kleinen Geländeplattform mit dem Weiler Stöckig der Gemeinde Pfedelbach. Die Quelle liegt etwa 200 Meter entfernt von den Häusern des kleinen Ortes in einer der für die Region typischen kleinen Klingen im Keuper. Der am Oberlauf zur Austrocknung neigende Bach mit bis zu anderthalb Meter breiter sandiger bis lehmiger Sohle läuft gewunden nordwärts und wendet sich schon nach etwa dreihundert Metern nach links, nimmt dann von Osten her einen kleinen Zufluss auf und läuft nunmehr zwischen der Eichhalde links und dem Lindelberg rechts, an dessen Hang Weinberge liegen, westwärts weiter im auf dem Talboden stehenden Wald.
Nach etwa siebenhundert Metern durchläuft er in einer kleinen Lichtung auf inzwischen noch 247 m ü. NHN den nicht ganz 0,3 ha großen dauerangestauten See des Hochwasserrückhaltebeckens Lindelbach – Oberes Becken. Anschließend zieht er wie schon zuvor weitere zwei- bis dreihundert Meter einen feuchten und quellreichen Wald mit Erlen und Eschen am Lauf. Nach dem Übertritt in die offene Flur wird der nunmehr etwa meterbreite und metertief eingegrabene, leicht schlängelnde Bachlauf weiterhin von einer Baum- und Strauchgalerie begleitet.
Nachdem das Gewässer die am rechten Hangfuß stehende Bretzfelder Kelter passiert hat, quert ein erster, die rechts am Lindelberghang liegenden Weinberge erschließender Wirtschaftsweg den Bach. Auf dem folgenden, weiter westwärts ziehenden, aber sich nun teils stärker schlängelnden Laufabschnitt unter anderem durch ein kleines Sumpfwäldchen ist er nun etwas stärker eingetieft. Danach biegt er um den Südwestfuß des Lindelbergs, wo rechtsseits ein Streifen von Obstwiesen unter dem Winzergewann Pfaffenweinberge am mittleren Hang angrenzen, auf nordwestlichen Lauf.
Nach einer weiteren Querung eines Wirtschaftsweg von Verrenberg im Nordosten her passiert er einen am rechten Ufer in einem Baumring versteckten kleinen Teich und durchfließt dann auf etwa 207 m ü. NHN den 0,4 ha großen dauerangestauten See des Hochwasserrückhaltebeckens Lindelbach – Unteres Becken. Unterhalb des Damms setzt in den Lindelwiesen die Begleitgalerie nur kurz wieder ein, rechtsseits liegen dort zwei kleine Teiche.
Gleich danach läuft der Bach unter dem Damm der Bahnstrecke Crailsheim–Heilbronn durch und durchzieht dann kurz in überwiegend offenem und gewundenem Lauf mit Bäumen am Ufer den rechtsbrettachischen Siedlungsteil des Dorfes Bretzfeld. An dessen Siedlungsgrenze zur Flussaue knickt der Lauf nach Norden ab. Der Lindelbach zieht nun nahe an der Häuserzeile längs der Bitzfelder Straße noch etwa 300 Meter weit und meist wieder in einer Galerie durch die Kirchwiesen in spitzem Winkel zum Fluss. Er mündet, noch in der Siedlungskontur von Bretzfeld, auf 204 m ü. NHN von rechts in die mittlere Brettach.
Der Lindelbach mündet nach 3,0 km langem Lauf mit mittlerem Sohlgefälle von etwa 29 ‰ rund 86 Höhenmeter unterhalb seiner Klingenquelle bei Stöcken. Ihm fließen wenige kurze Seitengewässer sowie nur zeitweilig wasserführende Entwässerungsrinnen von rechts aus den Weinbergen zu.

### Einzugsgebiet
Der Lindelbach hat ein 2,3 km² großes Einzugsgebiet, das naturräumlich fast zur Gänze im Unterraums Brettachbucht der Hohenloher und Haller Ebene liegt; nur eine winzige südöstliche Gebietsspitze über dem Pfedelbacher Ort Stöckig an der Roten Steige auf einen kleinen Höhenausläufer hinauf gehört zum Unterraum Vorderer Mainhardter Wald des Mainhardter Waldes in den Schwäbisch-Fränkischen Waldbergen. Dort liegt auch der mit etwa 373 m ü. NHN höchste Punkt des Einzugsgebietes, der übrige Teil erreicht sein Höhenmaximum von etwa 338 m ü. NHN bei dem auf einer flachen Höhenkuppe auf der Hochfläche des Lindelbergs stehenden Wasserreservoir.
Einen Waldanteil von etwa 0,4 km² gibt es im genannten Gebietszwickel sowie vor allem am Abfall der Eichhalde zwischen Stöcken und dem im Norden gegenüberliegenden Lindelberg, durch letzteren zieht der Bach seinen Oberlauf-Linksbogen. Etwa genauso viel Fläche haben die Weinberge am Süd- und Westabfall des Lindelbergs. An den Bergfüßen gibt es etwas Obstwiesen, der größere Teil des offenen Gebietes im tieferen und flacheren Gebietsanteil wird jedoch ackerbaulich genutzt. 
Fast ein Drittel des Einzugsgebietes im Osten gehört zur Gemeinde Pfedelbach, das übrige zur Gemeinde Bretzfeld. Auf Pfedelbacher Gebiet steht der kleine Weiler Stöcken mit nur zwei Hausnummern, während der größere Weiler Lindelbach Pfedelbachs auf der Hochfläche des gleichnamigen Berges von außerhalb an die Wasserscheide grenzt. Den überwiegenden Teil der Besiedlung liefert das Dorf Bretzfeld mit einem Streifen des rechtsbrettachischen Siedlungsteils um den Unterlauf.
Reihum grenzen die Einzugsgebiete der folgenden Nachbargewässer an:
- Im Nordwesten zieht ein kurzes gewässerloses Tal in der Heide unterhalb des Lindelbachs in Richtung Brettach;
- im Norden grenzt das obere Einzugsgebiet des Verrenbachs an, der noch tiefer in die Brettach mündet;
- im Osten entwässert der Windischenbach über den Pfedelbach zur Ohrn, den nächsthöheren größeren Kocherzufluss vor der Brettach;
- im Südosten zieht ein namenloser Hangbach vom Neuberg nunmehr oberhalb zur Brettach;
- im Süden liegen vor dieser selbst nur zwei rechte Mühlkanäle.

### Zuflüsse und Seen
Liste der Zuflüsse und  Seen von der Quelle zur Mündung. Gewässerlänge, Seefläche, Einzugsgebiet und Höhe nach den entsprechenden Layern auf der Onlinekarte der LUBW. Andere Quellen für die Angaben sind vermerkt.
Ursprung des Lindelbachs auf etwa 290 m ü. NHN nördlich von Pfedelbach-Stöckig an der östlichen Eichhalde. Der Bach fließt im Wald zunächst nordwärts und wendet sich auf den ersten 0,4 km nach Westen. 
- (Waldzufluss), von rechts und Osten auf etwa 260 m ü. NHN noch im Wald zwischen des Eichhalde im Süden und dem Lindelberg im Norden, unter 0,2 km und etwas über 0,1 km². Entsteht auf etwa 275 m ü. NHN am östlichen Waldrand. Von dort an Westlauf.
- Durchfließt auf etwa 247 m ü. NHN das 1976 erbaute, hinter einem 5,6 m hohen Erddamm dauerangestaute Hochwasserrückhaltebecken Lindelbach – Oberes Becken des Wasserverbands Neuenstadter Brettach mit einem Dauerstauraum von 3.300 m³ und einer Dauerstaufläche von nicht ganz 0,3 ha und einem ungenannten Hochwasserrückhalteraum. Der Abfluss wird nicht gesteuert.[LUBW 9]
- (Zufluss), von links und Südosten auf 236,9 m ü. NHN[LUBW 2] etwa am unteren Waldrand entlang, ca. 0,5 km und ca. 0,4 km². Entsteht auf etwa 258 m ü. NHN im Gewann Oberer Meisenberg.
- (Zulauf der Wannenklinge), von rechts und Nordosten auf etwa 231 m ü. NHN nahe der Bretzfelder Kelter unterm Lindelberg, ca. 0,4 km und ca. 0,4 km². Die unspektakuläre Geländemulde mit einem Wirtschaftsweg beginnt auf etwa 255 m ü. NHN am mittleren Südhang der Weinberge am Lindelberg.
- (Graben aus dem Pfaffenweinbergen), von rechts und Nordosten auf etwa 223 m ü. NHN, über 0,3 km und unter 0,1 km². Entsteht auf etwa 249 m ü. NHN in den Pfaffenweinbergen.
- (Graben in der Weißklinge), von rechts und Nordosten auf etwa 218 m ü. NHN an der Bachquerung des Wirtschaftswegs entlang dem Nordwestfuß des Lindelbergs, ca. 0,7 km und über 0,1 km². Der Graben in unspektakuläre Geländemulde mit nur periodischem Durchfluss beginnt auf etwa 295 m ü. NHN westlich unter dem Aussichtspunkt an der Westspitze des Lindelberg-Hochplateaus. Mehrere Male unter Wegquerungen und Überfahrten verdolt.
- Passiert auf etwa 209 m ü. NHN einen Teich rechts am Ufer, etwa 0,1 ha.
- Durchfließt auf etwa 217 m ü. NHN das 1976 erbaute, hinter einem 8,75 m hohen Erddamm dauerangestaute Hochwasserrückhaltebecken Lindelbach – Unteres Becken des Wasserverbands Neuenstadter Brettach mit einem Dauerstauraum von 10.000 m³, einer Dauerstaufläche von 0,4 ha und einem Hochwasserrückhalteraum von 64.000 m³. Der Abfluss wird nicht gesteuert.[LUBW 9]
- Passiert zwei Teiche am rechten Ufer auf etwa 215 m ü. NHN im Gewann Lindelwiesen kurz vor der Bahnstrecke Crailsheim–Heilbronn und dem Siedlungsteil von Bretzfeld rechtsseits der Brettach dahinter, zusammen wenig über 0,1 ha.

Mündung des Lindelbachs von rechts und zuallerletzt Süden auf 204 m ü. NHN in den Kirchwiesen innerhalb der Siedlungskontur von Bretzfeld und zwischen den beidseitigen neueren nördlichen Siedlungsteilen des Dorfes in die mittlere Brettach. Der Lindelbach ist 3,0 km lang und hat ein 2,3 km² großes Einzugsgebiet.

## Geologie
Die höchste im Einzugsgebiet vertretene mesozoische Schicht ist eine kleine Fläche von Kieselsandstein (Hassberge-Formation) auf dem Bergsporn über Stöcken, unter ihr streichen am Hang an der Roten Steige dann die Unteren Bunten Mergel (Steigerwald-Formation) aus. Stöcken selbst steht auf einem kleinen Plateau aus Schilfsandstein (Stuttgart-Formation), der auch die Hochfläche des Lindelbergs auf der rechten Seite des Obertales bedeckt. An den Berghängen unter diesem und an der Eichhalde streicht dann der Gipskeuper (Grabfeld-Formation) aus, der wohl auch im Tiefland davor weithin im Untergrund liegt, aber dort von Löss, Lösssediment, lössführender Fließerde aus quartärer Ablagerung überdeckt ist, vielleicht ist dies zuletzt auch noch für den tieferen Lettenkeuper (Erfurt-Formation) der Fall, denn dieser steht im Bretzfelder Siedlungsbereich auf der Gegenseite des Brettachtals schon etwas oberhalb der Mündung an. Das holozäne Schwemmlandband um den Lindelbach beginnt gleich nach seinem Westknick am Oberlauf und weitet sich vor allem linksseits nach dem Heraustritt aus dem berggesäumten Obertal abschnittsweise stark aus.
Zwei Geotope sind ausgewiesen, eine frühere Mergelgrube wenig unter der Westspitze der Lindelberg-Hochfläche im Übergangsbereich zwischen dem Schilfsandstein und den Estherienschichten des oberen Gipskeupers darunter sowie ein allerdings etwas außerhalb der Einzugsgebietsgrenze liegender, immer mehr überwachsener, aber noch einige Aufschlüsse des Unteren Bunten Mergels bietender Hohlweg an der Roten Steige.

## Schutzgebiete
Die Berge und Bergabfälle im Osten und ein Teil des flachen Vorlandes, insgesamt über die Hälfte des Einzugsgebietes, liegen im Landschaftsschutzgebiet Brettach-und Heimbachtal mit angrenzenden Höhenzügen (Verrenberg, Golberg und Lindelberg). Der winzige Bergspornhangzwickel über Stöcken gehört zum Naturpark Schwäbisch-Fränkischer Wald. Ein schmaler Randstreifen an der nördlichen Wasserscheide auf dem Lindelberg eines Wasserschutzgebietes reicht aus dem Verrenbach-Einzugsgebiet herüber, es schützt eine dort liegende Quellfassung.

### LUBW
Amtliche Online-Gewässerkarte mit passendem Ausschnitt und den hier benutzten Layern: Lauf und Einzugsgebiet des Lindelbachs

Allgemeiner Einstieg ohne Voreinstellungen und Layer: Daten- und Kartendienst der Landesanstalt für Umwelt Baden-Württemberg (LUBW) (Hinweise)
1. 1 2 3 4  Höhe nach dem Höhenlinienbild auf dem Hintergrundlayer Topographische Karte.
2. 1 2 3  Höhe nach grauer Beschriftung auf dem Hintergrundlayer Topographische Karte.
3. 1 2  Länge nach dem Layer Gewässernetz (AWGN).
4. 1 2  Einzugsgebiet nach dem Layer Basiseinzugsgebiet (AWGN).
5. ↑  Natur teilweise nach dem Layer Geschützte Biotope.
6. ↑  Länge abgemessen auf dem Hintergrundlayer Topographische Karte.
7. ↑  Seefläche nach dem Layer Stehende Gewässer.
8. ↑  Einzugsgebiet abgemessen auf dem Hintergrundlayer Topographische Karte.
9. 1 2  Angaben zum Hochwasserrückhaltebecken ausgenommen die Dauerstaufläche nach dem Layer Stauanlage.
10. ↑  Geotope nach dem einschlägigen Layer.
11. ↑  Schutzgebiete nach den einschlägigen Layern.

### Andere Belege
1. ↑  Wolf-Dieter Sick: Geographische Landesaufnahme: Die naturräumlichen Einheiten auf Blatt 162 Rothenburg o. d. Tauber. Bundesanstalt für Landeskunde, Bad Godesberg 1962. → Online-Karte (PDF; 4,7 MB)
2. ↑  Geologie nach den Layern zu Geologische Karte 1:50.000 auf: Mapserver des Landesamtes für Geologie, Rohstoffe und Bergbau (LGRB) (Hinweise). Ein ähnliches Bild bietet die unter → Literatur aufgeführte geologische Karte.